# Alberto Bettiol
Alberto Bettiol (Poggibonsi, provincia de Siena, 29 de octubre de 1993) es un ciclista italiano, miembro del equipo kazajo XDS Astana Team.

## Palmarés
2019
- Tour de Flandes[1]
- 2.º en el Campeonato de Italia Contrarreloj
- 3.º en el Campeonato de Italia en Ruta

2020
- 1 etapa de la Estrella de Bessèges

2021
- 1 etapa del Giro de Italia

2023
- 1 etapa del Tour Down Under

2024
- Milán-Turín
- Boucles de la Mayenne, más 1 etapa
- Campeonato de Italia en Ruta

## Resultados

### Grandes Vueltas
Durante su carrera deportiva ha conseguido los siguientes puestos en las Grandes Vueltas y en los Campeonatos del Mundo:
| Carrera | Carrera         | 2014 | 2015 | 2016 | 2017 | 2018 | 2019 | 2020 | 2021 | 2022 | 2023 | 2024 |
| ------- | --------------- | ---- | ---- | ---- | ---- | ---- | ---- | ---- | ---- | ---- | ---- | ---- |
|         | Giro de Italia  | —    | —    | 86.º | —    | —    | —    | —    | 30.º | —    | 48.º | —    |
|         | Tour de Francia | —    | —    | —    | 90.º | —    | 69.º | 62.º | —    | 40.º | 83.º | Ab.  |
|         | Vuelta a España | —    | —    | —    | —    | —    | —    | —    | —    | —    | —    | —    |

—: no participa

Ab.: abandono

### Clásicas, Campeonatos y JJ. OO.
| Carrera                 | Carrera                 | 2014 | 2015 | 2016  | 2017          | 2018          | 2019          | 2020          | 2021  | 2022  | 2023 | 2024  | 2025  |
| ----------------------- | ----------------------- | ---- | ---- | ----- | ------------- | ------------- | ------------- | ------------- | ----- | ----- | ---- | ----- | ----- |
| Omloop Het Nieuwsblad   | Omloop Het Nieuwsblad   | —    | —    | —     | —             | —             | —             | —             | —     | —     | —    | 112.º | 115.º |
| Kuurne-Bruselas-Kuurne  | Kuurne-Bruselas-Kuurne  | —    | —    | —     | Ab.           | 67.º          | —             | —             | —     | —     | —    | —     | —     |
| Strade Bianche          | Strade Bianche          | 97.º | Ab.  | —     | Ab.           | Ab.           | 78.º          | 4.º           | 23.º  | —     | Ab.  | 70.º  | Ab.   |
|                         | Milán-San Remo          | —    | —    | —     | 37.º          | 95.º          | 36.º          | 18.º          | 109.º | 131.º | 54.º | 5.º   | 57.º  |
| E3 Saxo Classic         | E3 Saxo Classic         | —    | —    | Ab.   | 10.º          | Ab.           | 4.º           | X             | 44.º  | —     | 15.º | Ab.   |       |
| Gante-Wevelgem          | Gante-Wevelgem          | —    | —    | Ab.   | 32.º          | 121.º         | Ab.           | —             | Ab.   | —     | Ab.  | —     |       |
| A Través de Flandes     | A Través de Flandes     | —    | —    | —     | 80.º          | Ab.           | 51.º          | X             | —     | Ab.   | —    | 72.º  |       |
|                         | Tour de Flandes         | —    | —    | Ab.   | 24.º          | Ab.           | 1.º           | 16.º          | 28.º  | Ab.   | —    | 9.º   |       |
|                         | París-Roubaix           | —    | —    | —     | —             | —             | —             | X             | —     | —     | —    | Ab.   |       |
| Flecha Brabanzona       | Flecha Brabanzona       | —    | Ab.  | 53.º  | 16.º          | —             | 6.º           | —             | —     | Ab.   | —    | —     |       |
| Amstel Gold Race        | Amstel Gold Race        | Ab.  | Ab.  | 37.º  | Ab.           | Ab.           | 71.º          | X             | —     | 95.º  | —    | —     |       |
| Flecha Valona           | Flecha Valona           | 98.º | —    | —     | —             | Ab.           | —             | —             | —     | 127.º | —    | —     |       |
|                         | Lieja-Bastoña-Lieja     | Ab.  | —    | —     | —             | Ab.           | Ab.           | Ab.           | —     | 69.º  | —    | —     |       |
| Clásica San Sebastián   | Clásica San Sebastián   | Ab.  | —    | —     | 6.º           | —             | —             | X             | —     | Ab.   | 12.º | —     |       |
| Cyclassics Hamburg      | Cyclassics Hamburg      | Ab.  | 25.º | 138.º | —             | —             | —             | X             | X     | 17.º  | 35.º | —     |       |
| Bretagne Classic        | Bretagne Classic        | —    | —    | 2.º   | 49.º          | Ab.           | —             | —             | —     | —     | Ab.  | —     |       |
| Gran Premio de Quebec   | Gran Premio de Quebec   | —    | —    | 4.º   | 15.º          | —             | —             | X             | X     | 8.º   | Ab.  | 20.º  |       |
| Gran Premio de Montreal | Gran Premio de Montreal | —    | —    | 7.º   | 54.º          | —             | —             | X             | X     | 47.º  | Ab.  | Ab.   |       |
|                         | Giro de Lombardía       | —    | 89.º | Ab.   | Ab.           | Ab.           | —             | Ab.           | —     | Ab.   | —    | —     |       |
| JJ. OO. (Ruta)          | JJ. OO. (Ruta)          | ND   | ND   | —     | No se disputó | No se disputó | No se disputó | No se disputó | 14.º  | ND    | ND   | 23.º  |       |
| JJ. OO. (CRI)           | JJ. OO. (CRI)           | ND   | ND   | —     | No se disputó | No se disputó | No se disputó | No se disputó | 11.º  | ND    | ND   | 18.º  |       |
| Mundial en Ruta         | Mundial en Ruta         | —    | —    | —     | 28.º          | —             | 25.º          | 18.º          | —     | 8.º   | 10.º | —     |       |
| Italia en Ruta          | Italia en Ruta          | Ab.  | —    | 69.º  | 29.º          | —             | 3.º           | —             | —     | —     | —    | 1.º   |       |
| Italia Contrarreloj     | Italia Contrarreloj     | —    | —    | —     | —             | —             | 2.º           | —             | —     | —     | —    | —     |       |

—: no participa

Ab.: abandono

## Equipos
- Cannondale (2014)
- Cannondale (2015-2017)
  - Team Cannondale-Garmin (2015)
  - Cannondale Pro Cycling Team (2016-2017)
- BMC Racing Team (2018)
- EF Education First[2] (2019-2024)[3]
  - EF Education First Pro Cycling Team (2019)
  - EF Pro Cycling (2020)
  - EF Education-NIPPO (2021)
  - EF Education-EasyPost (2022-2024)
- Astana (2024-)[4]
  - Astana Qazaqstan Team (2024)
  - XDS Astana Team (2025-)